# 兵庫県の廃止市町村一覧
兵庫県の廃止市町村一覧（ひょうごけんのはいししちょうそんいちらん）は、兵庫県における市制・町村制施行（1889年4月1日）後に、市町村合併や他の自治体に統合されることなどにより廃止した市町村の一覧である。単なる名称の変更は対象としない。
- 町村が「町制」・「市制」を施行し町・市となるケース
  - 「市町村」以外の表記名を変更しなかった自治体は一覧に含まれない。（例：相生町 → 相生市）
  - 町制・市制を施行した際に名称を変更した場合も一覧に含まれない。（例：阿閇村 → 播磨町）
- 市町村が名称変更した場合は一覧に含まれない。
- 所属郡が変更になった場合は一覧に含まれない。
- 市町村合併で廃止した市町村のケース
  - 編入合併した場合の、存続市町村は廃止に当たらないので一覧に含まれない。
  - 編入合併した場合の、廃止した市町村は一覧に含まれる。
  - 新設合併した場合の、廃止した市町村は一覧に含まれる。
  - 新設合併した場合の、名称が残った市町村も一覧に含まれる。（例：旧・洲本市 → 新・洲本市）
- 政令指定都市の廃止区は一覧に含まれない。（例：葺合区と生田区 → 中央区）
- 分割や分立をしたケース
  - 分割で廃止した市町村は一覧に含まれる。
  - 分立で存続した市町村は一覧に含まれない。（淡路町から東浦町が分立、淡路町は存続）

| 年            | 市の数 | 町の数 | 村の数 | 市町村数 |
| ------------- | ------ | ------ | ------ | -------- |
| 1888年        | 0      | 421    | 2961   | 3382     |
| 1889年        | 2      |        |        | 430      |
| 1953年4月1日  | 14     | 58     | 250    | 322      |
| 1960年1月1日  | 20     | 77     | 3      | 96       |
| 1970年1月1日  | 21     | 71     | 0      | 92       |
| 1980年1月1日  | 21     | 70     | 0      | 91       |
| 1990年1月1日  | 21     | 70     | 0      | 91       |
| 2000年1月1日  | 22     | 66     | 0      | 88       |
| 2006年3月27日 | 29     | 12     | 0      | 41       |

## 1899年以前
- 八部郡林田村 （1896年4月1日）神戸市に編入のため
- 八部郡湊村 （1896年4月1日）神戸市に編入のため

## 1900年代
- 氷上郡石生村 （1907年12月1日）氷上郡生郷村新設のため
- 氷上郡本郷村 （1907年12月1日）氷上郡生郷村新設のため
- 津名郡（旧）洲本町 （1909年1月1日）津名郡洲本町新設のため
- 津名郡物部村 （1909年1月1日）津名郡洲本町新設のため
- 津名郡潮村 （1909年1月1日）津名郡洲本町新設のため
- 揖保郡桑原村 （1909年5月1日）揖保郡揖西村新設のため
- 揖保郡平井村 （1909年5月1日）揖保郡揖西村新設のため
- 揖保郡布施村 （1909年5月1日）揖保郡揖西村新設のため

## 1910年代
- 飾磨郡国衙村 （1912年4月1日）飾磨郡城南村新設のため
- 飾磨郡市殿村 （1912年4月1日）飾磨郡城南村新設のため
- 川辺郡尼崎町 （1916年4月1日）尼崎市新設のため
- 津名郡千草村 （1918年4月1日）津名郡洲本町に編入のため
- 飾磨郡下中島村 （1919年4月1日）飾磨郡飾磨町に編入のため

## 1920年代
- 武庫郡須磨町 （1920年4月1日）神戸市に編入のため
- 飾磨郡城北村 （1925年4月1日）姫路市に編入のため
- 加古郡鳩里村 （1929年3月20日）加古郡加古川町に編入のため
- 武庫郡西郷町 （1929年4月1日）神戸市に編入のため
- 武庫郡西灘村 （1929年4月1日）神戸市に編入のため
- 武庫郡六甲村 （1929年4月1日）神戸市・御影町に分割編入のため

## 1930年代
- 武庫郡今津町 （1933年4月1日）西宮市に編入のため
- 武庫郡大社村 （1933年4月1日）西宮市に編入のため
- 武庫郡芝村 （1933年4月1日）西宮市に編入のため
- 飾磨郡水上村 （1933年4月1日）姫路市に編入のため
- 神崎郡砥堀村 （1933年4月1日）姫路市に編入のため
- 飾磨郡津田村 （1933年4月1日）飾磨郡飾磨町に編入のため
- 城崎郡八条村 （1933年4月1日）城崎郡豊岡町に編入のため
- 三原郡加茂村 （1933年4月1日）津名郡洲本町に編入のため
- 三原郡大野村 （1933年4月1日）津名郡洲本町に編入のため
- 飾磨郡城南村 （1935年10月1日）姫路市に編入のため
- 飾磨郡高岡村 （1935年10月1日）姫路市に編入のため
- （旧）尼崎市（1936年4月1日）尼崎市新設のため
- 川辺郡小田村 （1936年4月1日）尼崎市新設のため
- 飾磨郡荒川村 （1936年4月1日）姫路市に編入のため
- 飾磨郡手柄村 （1936年4月1日）姫路市に編入のため
- 飾磨郡安室村 （1936年4月1日）姫路市に編入のため
- 飾磨郡高浜村 （1936年4月1日）飾磨郡飾磨町に編入のため
- 飾磨郡英賀保村 （1936年4月1日）飾磨郡飾磨町に編入のため
- 加古郡氷丘村 （1937年3月15日）加古郡加古川町に編入のため
- 赤穂郡塩屋村 （1937年4月1日）赤穂郡赤穂町に編入のため
- 赤穂郡尾崎村 （1937年4月1日）赤穂郡赤穂町に編入のため
- 赤穂郡新浜村 （1937年4月1日）赤穂郡赤穂町に編入のため
- 飾磨郡妻鹿町 （1938年4月1日）飾磨郡飾磨町に編入のため
- 赤穂郡那波町 （1939年4月1日）赤穂郡相生町に編入のため

## 1940年代
- 川辺郡伊丹町 （1940年11月10日）伊丹市新設のため
- 川辺郡稲野村 （1940年11月10日）伊丹市新設のため
- 武庫郡甲東村 （1941年2月11日）西宮市に編入のため
- 飾磨郡広村 （1941年4月1日）飾磨郡広畑町新設のため
- 飾磨郡八幡村 （1941年4月1日）飾磨郡広畑町新設のため
- 明石郡垂水町 （1941年7月1日）神戸市（須磨区）に編入のため
- 明石郡林崎村 （1942年2月11日）明石市に編入のため
- 武庫郡大庄村 （1942年2月11日）尼崎市に編入のため
- 武庫郡武庫村 （1942年2月11日）尼崎市に編入のため
- 川辺郡立花村 （1942年2月11日）尼崎市に編入のため
- 武庫郡瓦木村 （1942年5月5日）西宮市に編入のため
- 城崎郡田鶴野村 （1943年4月1日）城崎郡豊岡町に編入のため
- 城崎郡三江村 （1943年8月1日）城崎郡豊岡町に編入のため
- 有馬郡中野村 （1943年12月20日）有馬郡広野村新設のため
- 有馬郡貴志村 （1943年12月20日）分割し、有馬郡広野村新設・三田町に編入のため
- （旧）姫路市 （1946年3月1日）姫路市新設のため
- 飾磨市 （1946年3月1日）姫路市新設のため
- 飾磨郡白浜町 （1946年3月1日）姫路市新設のため
- 飾磨郡広畑町 （1946年3月1日）姫路市新設のため
- 揖保郡網干町 （1946年3月1日）姫路市新設のため
- 揖保郡大津村 （1946年3月1日）姫路市新設のため
- 揖保郡勝原村 （1946年3月1日）姫路市新設のため
- 揖保郡余部村 （1946年3月1日）姫路市新設のため
- 津名郡上灘村 （1947年1月20日）洲本市に編入のため
- 有馬郡有馬町 （1947年3月1日）神戸市（兵庫区）に編入のため
- 有馬郡有野村 （1947年3月1日）神戸市（兵庫区）に編入のため
- 武庫郡山田村 （1947年3月1日）神戸市（兵庫区）に編入のため
- 川辺郡園田村 （1947年3月1日）尼崎市に編入のため
- 川辺郡神津村 （1947年3月1日）伊丹市に編入のため
- 明石郡櫨谷村 （1947年3月1日）神戸市（垂水区）に編入のため
- 明石郡押部谷村 （1947年3月1日）神戸市（垂水区）に編入のため
- 明石郡玉津村 （1947年3月1日）神戸市（垂水区）に編入のため
- 明石郡岩岡村 （1947年3月1日）神戸市（垂水区）に編入のため
- 明石郡平野村 （1947年3月1日）神戸市（垂水区）に編入のため
- 明石郡伊川谷村 （1947年3月1日）神戸市（垂水区）に編入のため
- 明石郡神出村 （1947年3月1日）神戸市（垂水区）に編入のため
- 揖保郡（旧）龍野町（1948年4月1日）揖保郡龍野町新設のため
- 揖保郡小宅村 （1948年4月1日）揖保郡龍野町新設のため

## 1950年代
- 武庫郡魚崎町 （1950年4月1日）神戸市に編入のため（東灘区新設）
- 武庫郡御影町 （1950年4月1日）神戸市に編入のため（東灘区新設）
- 武庫郡住吉村 （1950年4月1日）神戸市に編入のため（東灘区新設）
- 城崎郡豊岡町 （1950年4月1日）豊岡市新設のため
- 城崎郡五荘村 （1950年4月1日）豊岡市新設のため
- 城崎郡新田村 （1950年4月1日）豊岡市新設のため
- 城崎郡中筋村 （1950年4月1日）豊岡市新設のため
- 加古郡加古川町 （1950年6月15日）加古川市新設のため
- 加古郡神野村 （1950年6月15日）加古川市新設のため
- 加古郡野口村 （1950年6月15日）加古川市新設のため
- 加古郡平岡村 （1950年6月15日）加古川市新設のため
- 加古郡尾上村 （1950年6月15日）加古川市新設のため
- 武庫郡本庄村 （1950年10月10日）神戸市（東灘区）に編入のため
- 武庫郡本山村 （1950年10月10日）神戸市（東灘区）に編入のため
- 明石郡大久保町 （1951年1月10日）明石市に編入のため
- 明石郡魚住村 （1951年1月10日）明石市に編入のため
- 加古郡二見町 （1951年1月10日）明石市に編入のため
- 美嚢郡久留美村 （1951年3月15日）美嚢郡三木町に編入のため
- 有馬郡山口村 （1951年4月1日）西宮市に編入のため
- 有馬郡塩瀬村 （1951年4月1日）西宮市に編入のため
- 武庫郡鳴尾村 （1951年4月1日）西宮市に編入のため
- 揖保郡龍野町 （1951年4月1日）龍野市新設のため
- 揖保郡揖西村 （1951年4月1日）龍野市新設のため
- 揖保郡揖保村 （1951年4月1日）龍野市新設のため
- 揖保郡神岡村 （1951年4月1日）龍野市新設のため
- 揖保郡誉田村 （1951年4月1日）龍野市新設のため
- 揖保郡（旧）新宮町 （1951年4月1日）揖保郡新宮町新設のため
- 揖保郡東栗栖村 （1951年4月1日）揖保郡新宮町新設のため
- 揖保郡西栗栖村 （1951年4月1日）揖保郡新宮町新設のため
- 揖保郡香島村 （1951年4月1日）揖保郡新宮町新設のため
- 揖保郡越部村 （1951年4月1日）揖保郡新宮町新設のため
- 揖保郡神部村 （1951年4月1日）揖保郡揖保川町新設のため
- 揖保郡半田村 （1951年4月1日）揖保郡揖保川町新設のため
- 揖保郡河内村 （1951年4月1日）揖保郡揖保川町新設のため
- 揖保郡（旧）御津町 （1951年4月1日）御津町新設のため
- 揖保郡室津村 （1951年4月1日）揖保郡御津町新設のため
- 揖保郡斑鳩町 （1951年4月1日）揖保郡太子町新設のため
- 揖保郡石海村 （1951年4月1日）揖保郡太子町新設のため
- 揖保郡太田村 （1951年4月1日）揖保郡太子町新設のため
- 有馬郡道場村 （1951年7月1日）神戸市（兵庫区）に編入のため
- 有馬郡八多村 （1951年7月1日）神戸市（兵庫区）に編入のため
- 有馬郡大沢村 （1951年7月1日）神戸市（兵庫区）に編入のため
- 赤穂郡赤穂町 （1951年9月1日）赤穂市新設のため
- 赤穂郡坂越町 （1951年9月1日）赤穂市新設のため
- 赤穂郡高雄村 （1951年9月1日）赤穂市新設のため
- 加古郡別府町 （1951年10月1日）加古川市に編入のため
- 多可郡西脇町 （1952年4月1日）西脇市新設のため
- 多可郡日野村 （1952年4月1日）西脇市新設のため
- 多可郡重春村 （1952年4月1日）西脇市新設のため
- 多可郡比延庄村 （1952年4月1日）西脇市新設のため
- 多可郡野間谷村 （1954年3月25日）多可郡八千代村新設のため
- 加西郡大和村 （1954年3月25日）多可郡八千代村新設のため
- 加西郡芳田村 （1954年3月30日）西脇市に編入のため
- 加東郡（旧）滝野町 （1954年3月31日）加東郡滝野町新設のため
- 加東郡加茂村 （1954年3月31日）加東郡滝野町新設のため
- 神崎郡香呂村 （1954年3月31日）神崎郡香寺町新設のため
- 神崎郡中寺村 （1954年3月31日）神崎郡香寺町新設のため
- 朝来郡梁瀬町 （1954年3月31日）朝来郡山東町新設のため
- 朝来郡粟鹿村 （1954年3月31日）朝来郡山東町新設のため
- 朝来郡与布土村 （1954年3月31日）朝来郡山東町新設のため
- 朝来郡中川村 （1954年3月31日）朝来郡朝来町新設のため
- 朝来郡山口村 （1954年3月31日）朝来郡朝来町新設のため
- 川辺郡宝塚町 （1954年4月1日）宝塚市新設のため
- 武庫郡良元村 （1954年4月1日）宝塚市新設のため
- 美嚢郡三木町 （1954年6月1日）三木市新設のため
- 美嚢郡別所村 （1954年6月1日）三木市新設のため
- 美嚢郡細川村 （1954年6月1日）三木市新設のため
- 美嚢郡口吉川村 （1954年6月1日）三木市新設のため
- （旧）三木市 （1954年7月1日）三木市新設のため
- 美嚢郡志染村 （1954年7月1日）三木市新設のため
- 加古郡高砂町 （1954年7月1日）高砂市新設のため
- 加古郡荒井村 （1954年7月1日）高砂市新設のため
- 印南郡伊保村 （1954年7月1日）高砂市新設のため
- 印南郡曾根町 （1954年7月1日）高砂市新設のため
- 飾磨郡曽左村 （1954年7月1日）姫路市に編入のため
- 飾磨郡余部村 （1954年7月1日）姫路市に編入のため
- 飾磨郡糸引村 （1954年7月1日）姫路市に編入のため
- 飾磨郡八木村 （1954年7月1日）姫路市に編入のため
- 揖保郡太市村 （1954年7月1日）姫路市に編入のため
- 川辺郡川西町 （1954年8月1日）川西市新設のため
- 川辺郡多田村 （1954年8月1日）川西市新設のため
- 川辺郡東谷村 （1954年8月1日）川西市新設のため
- 印南郡志方村 （1954年8月1日）印南郡志方町新設のため
- 印南郡東志方村 （1954年8月1日）印南郡志方町新設のため
- 印南郡西志方村 （1954年8月1日）印南郡志方町新設のため
- 飾磨郡谷内村 （1954年8月1日）飾磨郡飾東村新設のため
- 飾磨郡谷外村 （1954年8月1日）飾磨郡飾東村新設のため
- 赤穂郡若狭野村 （1954年8月1日）相生市に編入のため
- 赤穂郡矢野村 （1954年8月1日）相生市に編入のため
- 宍粟郡菅野村 （1954年10月1日）宍粟郡山崎町に編入のため
- 美方郡（旧）浜坂町 （1954年10月1日）美方郡浜坂町新設のため
- 美方郡大庭村 （1954年10月1日）美方郡浜坂町新設のため
- 美方郡西浜村 （1954年10月1日）美方郡浜坂町新設のため
- 美方郡（旧）温泉町 （1954年10月1日）美方郡温泉町新設のため
- 美方郡八田村 （1954年10月1日）美方郡温泉町新設のため
- 美方郡照来村 （1954年10月1日）美方郡温泉町新設のため
- 加東郡小野町 （1954年12月1日）小野市新設のため
- 加東郡河合村 （1954年12月1日）小野市新設のため
- 加東郡来住村 （1954年12月1日）小野市新設のため
- 加東郡市場村 （1954年12月1日）小野市新設のため
- 加東郡大部村 （1954年12月1日）小野市新設のため
- 加東郡下東条村 （1954年12月1日）小野市新設のため
- 多紀郡北河内村 （1955年1月1日）多紀郡西北村（即日改称、西紀村）新設のため
- 多紀郡南河内村 （1955年1月1日）多紀郡西北村（即日改称、西紀村）新設のため
- 多紀郡草山村 （1955年1月1日）多紀郡西北村（即日改称、西紀村）新設のため
- 多可郡松井庄村 （1955年1月1日）多可郡加美村新設のため
- 多可郡杉原谷村 （1955年1月1日）多可郡加美村新設のため
- 揖保郡龍田村 （1955年1月1日）揖保郡太子町に編入のため
- 加西郡（旧）北条町 （1955年1月15日）加西郡北条町新設のため
- 加西郡富田村 （1955年1月15日）加西郡北条町新設のため
- 加西郡賀茂村 （1955年1月15日）加西郡北条町新設のため
- 加西郡下里村 （1955年1月15日）加西郡北条町新設のため
- 城崎郡（旧）城崎町 （1955年2月1日）城崎郡城崎町新設のため
- 城崎郡内川村 （1955年2月1日）城崎郡城崎町新設のため
- 養父郡（旧）八鹿町 （1955年2月1日）養父郡八鹿町新設のため
- 養父郡伊佐村 （1955年2月1日）養父郡八鹿町新設のため
- 養父郡高柳村 （1955年2月1日）養父郡八鹿町新設のため
- 養父郡宿南村 （1955年2月1日）分割して、養父郡八鹿町新設・城崎郡日高町に編入のため
- 加西郡在田村 （1955年3月1日）泉町新設のため
- 加西郡多加野村 （1955年3月1日）泉町新設のため
- 加西郡西在田村 （1955年3月1日）泉町新設のため
- 佐用郡（旧）佐用町 （1955年3月1日）佐用町新設のため
- 佐用郡平福町 （1955年3月1日）佐用町新設のため
- 佐用郡石井村 （1955年3月1日）佐用町新設のため
- 佐用郡江川村 （1955年3月1日）佐用町新設のため
- 佐用郡長谷村 （1955年3月1日）佐用町新設のため
- 城崎郡（旧）竹野村 （1955年3月3日）竹野村新設のため
- 城崎郡中竹野村 （1955年3月3日）竹野村新設のため
- 城崎郡奥竹野村 （1955年3月3日）竹野村新設のため
- 城崎郡三椒村 （1955年3月3日）竹野村新設のため
- 川辺郡長尾村 （1955年3月10日）宝塚市に編入のため
- 川辺郡西谷村 （1955年3月14日）宝塚市に編入のため
- 氷上郡黒井町 （1955年3月20日）氷上郡春日町新設のため
- 氷上郡春日部村 （1955年3月20日）氷上郡春日町新設のため
- 氷上郡大路村 （1955年3月20日）氷上郡春日町新設のため
- 氷上郡国領村 （1955年3月20日）氷上郡春日町新設のため
- 氷上郡船城村 （1955年3月20日）氷上郡春日町新設のため
- 氷上郡吉見村 （1955年3月20日）氷上郡市島町新設のため
- 氷上郡竹田村 （1955年3月20日）氷上郡市島町新設のため
- 氷上郡前山村 （1955年3月20日）氷上郡市島町新設のため
- 氷上郡鴨庄村 （1955年3月20日）氷上郡市島町新設のため
- 氷上郡美和村 （1955年3月20日）氷上郡市島町新設のため
- 津名郡富島町 （1955年3月22日）津名郡北淡町新設のため
- 津名郡浅野村 （1955年3月22日）津名郡北淡町新設のため
- 津名郡育波村 （1955年3月22日）津名郡北淡町新設のため
- 津名郡室津村 （1955年3月22日）津名郡北淡町新設のため
- 津名郡仁井村 （1955年3月22日）津名郡北淡町新設のため
- 津名郡野島村 （1955年3月22日）津名郡北淡町新設のため
- 揖保郡林田村 （1955年3月25日）揖保郡林田町新設のため
- 揖保郡伊勢村 （1955年3月25日）揖保郡林田町新設のため
- 赤穂郡（旧）上郡町 （1955年3月25日）赤穂郡上郡町新設のため
- 赤穂郡高田村 （1955年3月25日）赤穂郡上郡町新設のため
- 赤穂郡鞍居村 （1955年3月25日）赤穂郡上郡町新設のため
- 赤穂郡船坂村 （1955年3月25日）赤穂郡上郡町新設のため
- 赤穂郡赤松村 （1955年3月25日）赤穂郡上郡町・佐用郡久崎町に分割編入のため
- 佐用郡幕山村 （1955年3月25日）佐用郡上月町新設のため
- 佐用郡西庄村 （1955年3月25日）佐用郡上月町新設のため
- 城崎郡（旧）香住町 （1955年3月25日）城崎郡香住町新設のため
- 城崎郡余部村 （1955年3月25日）城崎郡香住町新設のため
- 城崎郡口佐津村 （1955年3月25日）城崎郡香住町新設のため
- 城崎郡奥佐津村 （1955年3月25日）城崎郡香住町新設のため
- 城崎郡長井村 （1955年3月25日）城崎郡香住町新設のため
- 城崎郡（旧）日高町 （1955年3月25日）城崎郡日高町新設のため
- 城崎郡三方村 （1955年3月25日）城崎郡日高町新設のため
- 城崎郡八代村 （1955年3月25日）城崎郡日高町新設のため
- 城崎郡清滝村 （1955年3月25日）城崎郡日高町新設のため
- 城崎郡国府村 （1955年3月25日）城崎郡日高町新設のため
- 城崎郡西気村 （1955年3月25日）城崎郡日高町新設のため
- 加西郡九会村 （1955年3月30日）加西郡加西町新設のため
- 加西郡富合村 （1955年3月30日）加西郡加西町新設のため
- 加東郡（旧）社町 （1955年3月31日）加東郡社町新設のため
- 加東郡福田村 （1955年3月31日）加東郡社町新設のため
- 加東郡米田村 （1955年3月31日）加東郡社町新設のため
- 加東郡上福田村 （1955年3月31日）加東郡社町新設のため
- 加東郡鴨川村 （1955年3月31日）加東郡社町新設のため
- 加東郡中東条村 （1955年3月31日）加東郡東条町新設のため
- 加東郡上東条村 （1955年3月31日）加東郡東条町新設のため
- 加古郡加古村 （1955年3月31日）加古郡稲美町新設のため
- 加古郡母里村 （1955年3月31日）加古郡稲美町新設のため
- 加古郡天満村 （1955年3月31日）加古郡稲美町新設のため
- 神崎郡粟賀村 （1955年3月31日）神崎郡神崎町新設のため
- 神崎郡大山村 （1955年3月31日）神崎郡神崎町新設のため
- 神崎郡越知谷村 （1955年3月31日）神崎郡神崎町新設のため
- 神崎郡長谷村 （1955年3月31日）神崎郡大河内町新設のため
- 神崎郡寺前村 （1955年3月31日）神崎郡大河内町新設のため
- 佐用郡（旧）三日月町 （1955年3月31日）佐用郡三日月町新設のため
- 佐用郡大広村 （1955年3月31日）佐用郡三日月町新設のため
- 養父郡糸井村 （1955年3月31日）養父郡南但町新設のため
- 養父郡大蔵村 （1955年3月31日）養父郡南但町新設のため
- 養父郡大屋村 （1955年3月31日）養父郡大屋町新設のため
- 養父郡口大屋村 （1955年3月31日）養父郡大屋町新設のため
- 養父郡西谷村 （1955年3月31日）養父郡大屋町新設のため
- 養父郡南谷村 （1955年3月31日）養父郡大屋町新設のため
- 朝来郡（旧）和田山町 （1955年3月31日）朝来郡和田山町新設のため
- 朝来郡東河村 （1955年3月31日）朝来郡和田山町新設のため
- 津名郡由良町 （1955年3月31日）洲本市に編入のため
- 津名郡安乎村 （1955年3月31日）洲本市に編入のため
- 津名郡中川原村 （1955年3月31日）洲本市に編入のため
- 津名郡江井町 （1955年3月31日）津名郡一宮町新設のため
- 津名郡郡家町 （1955年3月31日）津名郡一宮町新設のため
- 津名郡多賀村 （1955年3月31日）津名郡一宮町新設のため
- 津名郡尾崎村 （1955年3月31日）津名郡一宮町新設のため
- 加古郡八幡村 （1955年4月1日）加古川市に編入のため
- 印南郡平荘村 （1955年4月1日）加古川市に編入のため
- 印南郡上荘村 （1955年4月1日）加古川市に編入のため
- 赤穂郡有年村 （1955年4月1日）赤穂市に編入のため
- 城崎郡港村 （1955年4月1日）豊岡市に編入のため
- 城崎郡奈佐村 （1955年4月1日）豊岡市に編入のため
- 美方郡（旧）村岡町（1955年4月1日）美方郡村岡町新設のため
- 美方郡兎塚村（1955年4月1日）美方郡村岡町新設のため
- 美方郡射添村 （1955年4月1日）美方郡美方町新設のため
- 美方郡小代村 （1955年4月1日）美方郡美方町新設のため
- 氷上郡佐治町 （1955年4月1日）氷上郡青垣町新設のため
- 氷上郡芦田村 （1955年4月1日）氷上郡青垣町新設のため
- 氷上郡神楽村 （1955年4月1日）氷上郡青垣町新設のため
- 氷上郡遠阪村 （1955年4月1日）氷上郡青垣町新設のため
- 津名郡生穂町 （1955年4月1日）津名郡津名町新設のため
- 津名郡志筑町 （1955年4月1日）津名郡津名町新設のため
- 津名郡佐野町 （1955年4月1日）津名郡津名町新設のため
- 津名郡塩田村 （1955年4月1日）津名郡津名町新設のため
- 津名郡大町村 （1955年4月1日）津名郡津名町新設のため
- 津名郡中田村 （1955年4月1日）津名郡津名町新設のため
- 三原郡八木村 （1955年4月3日）三原郡三原町新設のため
- 三原郡神代村 （1955年4月3日）三原郡三原町新設のため
- 三原郡市村 （1955年4月3日）三原郡三原町新設のため
- 三原郡榎列村 （1955年4月3日）三原郡三原町新設のため
- 三原郡阿万町 （1955年4月7日）三原郡南淡町新設のため
- 三原郡賀集村 （1955年4月7日）三原郡南淡町新設のため
- 三原郡北阿万村 （1955年4月7日）三原郡南淡町新設のため
- 三原郡灘村 （1955年4月7日）三原郡南淡町新設のため
- 川辺郡中谷村 （1955年4月10日）川辺郡猪名川町新設のため
- 川辺郡六瀬村 （1955年4月10日）川辺郡猪名川町新設のため
- 多紀郡雲部村 （1955年4月10日）多紀郡城東村新設のため
- 多紀郡日置村 （1955年4月10日）多紀郡城東村新設のため
- 多紀郡後川村 （1955年4月10日）多紀郡城東村新設のため
- 多紀郡村雲村 （1955年4月15日）多紀郡多紀村新設のため
- 多紀郡福住村 （1955年4月15日）多紀郡多紀村新設のため
- 多紀郡大芋村 （1955年4月15日）多紀郡多紀村新設のため
- 多紀郡味間村 （1955年4月15日）多紀郡丹南町新設のため
- 多紀郡城南村 （1955年4月15日）多紀郡丹南町新設のため
- 多紀郡古市村 （1955年4月15日）多紀郡丹南町新設のため
- 多紀郡大山村 （1955年4月15日）多紀郡丹南町新設のため
- 多紀郡（旧）篠山町 （1955年4月20日）多紀郡篠山町新設のため
- 多紀郡八上村 （1955年4月20日）多紀郡篠山町新設のため
- 多紀郡城北村 （1955年4月20日）多紀郡篠山町新設のため
- 多紀郡畑村 （1955年4月20日）多紀郡篠山町新設のため
- 多紀郡岡野村 （1955年4月20日）多紀郡篠山町新設のため
- 三原郡（旧）南淡町 （1955年4月29日）三原郡南淡町新設のため
- 三原郡福良町 （1955年4月29日）三原郡南淡町新設のため
- 三原郡沼島村 （1955年4月29日）三原郡南淡町新設のため
- 美嚢郡奥吉川村 （1955年7月1日）美嚢郡吉川町新設のため
- 美嚢郡中吉川村 （1955年7月1日）美嚢郡吉川町新設のため
- 美嚢郡北谷村 （1955年7月1日）美嚢郡吉川町新設のため
- 飾磨郡置塩村 （1955年7月1日）飾磨郡夢前町新設のため
- 飾磨郡鹿谷村 （1955年7月1日）飾磨郡夢前町新設のため
- 飾磨郡菅野村 （1955年7月1日）飾磨郡夢前町新設のため
- 宍粟郡（旧）山崎町 （1955年7月20日）宍粟郡山崎町新設のため
- 宍粟郡城下村 （1955年7月20日）宍粟郡山崎町新設のため
- 宍粟郡戸原村 （1955年7月20日）宍粟郡山崎町新設のため
- 宍粟郡河東村 （1955年7月20日）宍粟郡山崎町新設のため
- 宍粟郡神野村 （1955年7月20日）宍粟郡山崎町新設のため
- 宍粟郡蔦沢村 （1955年7月20日）宍粟郡山崎町新設のため
- 宍粟郡土万村 （1955年7月20日）宍粟郡山崎町新設のため
- 佐用郡中安村 （1955年7月20日）佐用郡南光町新設のため
- 佐用郡徳久村 （1955年7月20日）佐用郡南光町新設のため
- 宍粟郡三河村 （1955年7月20日）佐用郡南光町新設のため
- 氷上郡小川村 （1955年7月21日）氷上郡山南町新設のため
- 氷上郡久下村 （1955年7月21日）氷上郡山南町新設のため
- 氷上郡上久下村 （1955年7月21日）氷上郡山南町新設のため
- 氷上郡成松町 （1955年7月23日）氷上町新設のため
- 氷上郡生郷村 （1955年7月23日）氷上町新設のため
- 氷上郡沼貫村 （1955年7月23日）氷上町新設のため
- 氷上郡葛野村 （1955年7月23日）氷上町新設のため
- 氷上郡幸世村 （1955年7月23日）氷上町新設のため
- 神崎郡川辺村 （1955年7月25日）神崎郡市川町新設のため
- 神崎郡瀬加村 （1955年7月25日）神崎郡市川町新設のため
- 神崎郡甘地村 （1955年7月25日）神崎郡市川町新設のため
- 神崎郡鶴居村 （1955年7月25日）神崎郡市川町新設のため
- 氷上郡（旧）柏原町 （1955年10月1日）氷上郡柏原町新設のため
- 氷上郡新井村 （1955年10月1日）氷上郡柏原町新設のため
- 有馬郡長尾村 （1955年10月15日）神戸市（兵庫区）に編入のため
- 有馬郡藍村 （1956年3月1日）有馬郡相野町新設のため
- 有馬郡本庄村 （1956年3月1日）有馬郡相野町新設のため
- 宍粟郡神戸村 （1956年4月1日）宍粟郡一宮町新設のため
- 宍粟郡染河内村 （1956年4月1日）宍粟郡一宮町新設のため
- 宍粟郡下三方村 （1956年4月1日）宍粟郡一宮町新設のため
- 津名郡岩屋町 （1956年4月1日）津名郡淡路町新設のため
- 津名郡仮屋町 （1956年4月1日）津名郡淡路町新設のため
- 津名郡浦村 （1956年4月1日）津名郡淡路町新設のため
- 津名郡釜口村 （1956年4月1日）津名郡淡路町新設のため
- 津名郡山田村 （1956年4月1日）津名郡一宮町に編入のため
- 神崎郡山田村 （1956年4月3日）神崎郡神南町新設のため
- 神崎郡船津村 （1956年4月3日）神崎郡神南町新設のため
- 神崎郡豊富村 （1956年4月3日）神崎郡神南町新設のため
- 神崎郡（旧）福崎町 （1956年5月3日）神崎郡福崎町新設のため
- 神崎郡田原村 （1956年5月3日）神崎郡福崎町新設のため
- 神崎郡八千種村 （1956年5月3日）神崎郡福崎町新設のため
- 宍粟郡安師村 （1956年7月1日）宍粟郡安富町新設のため
- 宍粟郡富栖村 （1956年7月1日）宍粟郡安富町新設のため
- 養父郡関宮村 （1956年8月1日）養父郡関宮町新設のため
- 美方郡熊次村 （1956年8月1日）養父郡関宮町新設のため
- 有馬郡（旧）三田町 （1956年9月30日）有馬郡三田町新設のため
- 有馬郡三輪町 （1956年9月30日）有馬郡三田町新設のため
- 有馬郡高平村 （1956年9月30日）有馬郡三田町新設のため
- 有馬郡広野村 （1956年9月30日）有馬郡三田町新設のため
- 有馬郡小野村 （1956年9月30日）有馬郡三田町新設のため
- 印南郡東神吉村 （1956年9月30日）加古川市に編入のため
- 印南郡西神吉村 （1956年9月30日）加古川市に編入のため
- 印南郡阿弥陀村 （1956年9月30日）高砂市に編入のため
- 印南郡米田町 （1956年9月30日）加古川市・高砂市に分割編入のため
- 宍粟郡奥谷村 （1956年9月30日）宍粟郡波賀町新設のため
- 宍粟郡西谷村 （1956年9月30日）宍粟郡波賀町新設のため
- 出石郡合橋村 （1956年9月30日）出石郡但東町新設のため
- 出石郡高橋村 （1956年9月30日）出石郡但東町新設のため
- 出石郡資母村 （1956年9月30日）出石郡但東町新設のため
- 養父郡広谷町 （1956年9月30日）養父郡明神町新設のため
- 養父郡建屋村 （1956年9月30日）養父郡明神町新設のため
- 朝来郡（旧）和田山町 （1956年9月30日）朝来郡和田山町新設のため
- 朝来郡竹田町 （1956年9月30日）朝来郡和田山町新設のため
- 養父郡南但町 （1956年9月30日）朝来郡和田山町新設のため
- 津名郡都志町 （1956年9月30日）津名郡五色町新設のため
- 津名郡鮎原村 （1956年9月30日）津名郡五色町新設のため
- 津名郡広石村 （1956年9月30日）津名郡五色町新設のため
- 津名郡鳥飼村 （1956年9月30日）津名郡五色町新設のため
- 三原郡堺村 （1956年9月30日）津名郡五色町新設のため
- 宍粟郡（旧）一宮町 （1956年9月30日）宍粟郡一宮町新設のため
- 宍粟郡三方村 （1956年9月30日）宍粟郡一宮町新設のため
- 宍粟郡繁盛村 （1956年9月30日）宍粟郡一宮町新設のため
- 印南郡北浜村 （1957年3月10日）高砂市に編入のため
- 養父郡養父町 （1957年3月31日）養父郡明神町に編入のため
- 氷上郡（旧）山南町 （1957年3月31日）氷上郡山南町新設のため
- 氷上郡和田村 （1957年3月31日）氷上郡山南町新設のため
- 美嚢郡（旧）淡河村 （1957年7月1日）美嚢郡淡河村新設のため
- 美嚢郡上淡河村 （1957年7月1日）美嚢郡淡河村新設のため
- 三原郡湊町 （1957年7月1日）三原郡西淡町新設のため
- 三原郡阿那賀村 （1957年7月1日）三原郡西淡町新設のため
- 三原郡松帆村 （1957年7月1日）三原郡西淡町新設のため
- 三原郡津井村 （1957年7月1日）三原郡西淡町新設のため
- 三原郡伊加利村 （1957年7月1日）三原郡西淡町新設のため
- 三原郡志知村 （1957年7月1日）三原郡西淡町新設のため
- 三原郡広田村 （1957年7月10日）三原郡緑村新設のため
- 三原郡倭文村 （1957年7月10日）三原郡緑村新設のため
- 有馬郡相野町 （1957年7月18日）有馬郡三田町に編入のため
- 出石郡（旧）出石町 （1957年9月1日）出石町新設のため
- 出石郡室埴村 （1957年9月1日）出石町新設のため
- 出石郡小坂村 （1957年9月1日）出石町新設のため
- 出石郡神美村 （1957年9月1日）分割して、出石町新設・豊岡市に編入のため
- 印南郡別所村 （1957年10月1日）姫路市に編入のため
- 飾磨郡四郷村 （1957年10月1日）姫路市に編入のため
- 飾磨郡花田村 （1957年10月1日）姫路市に編入のため
- 飾磨郡御国野村 （1957年10月1日）姫路市に編入のため
- 印南郡的形村 （1958年1月1日）姫路市に編入のため
- 飾磨郡飾東村 （1958年1月1日）姫路市に編入のため
- 神崎郡神南町 （1958年1月1日）姫路市に編入のため
- 美嚢郡淡河村 （1958年2月1日）神戸市（兵庫区）に編入のため
- 佐用郡（旧）上月町 （1958年6月18日）佐用郡上月町新設のため
- 佐用郡久崎町 （1958年6月18日）佐用郡上月町新設のため
- 印南郡大塩町 （1959年5月1日）姫路市に編入のため

## 1960年代
- 揖保郡林田町 （1967年3月5日）姫路市に編入のため
- 加西郡北条町 （1967年4月1日）加西市新設のため
- 加西郡泉町 （1967年4月1日）加西市新設のため
- 加西郡加西町 （1967年4月1日）加西市新設のため

## 1970年代
- 多紀郡（旧）篠山町 （1975年3月28日）多紀郡篠山町新設のため
- 多紀郡城東町 （1975年3月28日）多紀郡篠山町新設のため
- 多紀郡多紀町 （1975年3月28日）多紀郡篠山町新設のため
- 印南郡志方町 （1979年2月1日）加古川市に編入のため

## 1980年代
この10年間に県内に廃止市町村なし

## 1990年代
- 多紀郡篠山町 （1999年4月1日）篠山市新設のため
- 多紀郡丹南町 （1999年4月1日）篠山市新設のため
- 多紀郡西紀町 （1999年4月1日）篠山市新設のため
- 多紀郡今田町 （1999年4月1日）篠山市新設のため

## 2000年以降
- 養父郡八鹿町 （2004年4月1日）養父市新設のため
- 養父郡養父町 （2004年4月1日）養父市新設のため
- 養父郡大屋町 （2004年4月1日）養父市新設のため
- 養父郡関宮町 （2004年4月1日）養父市新設のため
- 氷上郡柏原町 （2004年11月1日）丹波市新設のため
- 氷上郡氷上町 （2004年11月1日）丹波市新設のため
- 氷上郡春日町 （2004年11月1日）丹波市新設のため
- 氷上郡山南町 （2004年11月1日）丹波市新設のため
- 氷上郡市島町 （2004年11月1日）丹波市新設のため
- 氷上郡青垣町 （2004年11月1日）丹波市新設のため
- 三原郡三原町 （2005年1月11日）南あわじ市新設のため
- 三原郡西淡町 （2005年1月11日）南あわじ市新設のため
- 三原郡南淡町 （2005年1月11日）南あわじ市新設のため
- 三原郡緑町 （2005年1月11日）南あわじ市新設のため
- 朝来郡生野町 （2005年4月1日）朝来市新設のため
- 朝来郡和田山町 （2005年4月1日）朝来市新設のため
- 朝来郡山東町 （2005年4月1日）朝来市新設のため
- 朝来郡朝来町 （2005年4月1日）朝来市新設のため
- （旧）豊岡市 （2005年4月1日）豊岡市新設のため
- 城崎郡城崎町 （2005年4月1日）豊岡市新設のため
- 城崎郡竹野町 （2005年4月1日）豊岡市新設のため
- 城崎郡日高町 （2005年4月1日）豊岡市新設のため
- 出石郡出石町 （2005年4月1日）豊岡市新設のため
- 出石郡但東町 （2005年4月1日）豊岡市新設のため
- 宍粟郡山崎町 （2005年4月1日）宍粟市新設のため
- 宍粟郡千種町 （2005年4月1日）宍粟市新設のため
- 宍粟郡波賀町 （2005年4月1日）宍粟市新設のため
- 宍粟郡一宮町 （2005年4月1日）宍粟市新設のため
- 津名郡津名町 （2005年4月1日）淡路市新設のため
- 津名郡東浦町 （2005年4月1日）淡路市新設のため
- 津名郡淡路町 （2005年4月1日）淡路市新設のため
- 津名郡北淡町 （2005年4月1日）淡路市新設のため
- 津名郡一宮町 （2005年4月1日）淡路市新設のため
- 城崎郡香住町 （2005年4月1日）美方郡香美町新設のため
- 美方郡村岡町 （2005年4月1日）美方郡香美町新設のため
- 美方郡美方町 （2005年4月1日）美方郡香美町新設のため
- 美方郡浜坂町 （2005年10月1日）新温泉町新設のため
- 美方郡温泉町 （2005年10月1日）新温泉町新設のため
- （旧）西脇市 （2005年10月1日）西脇市新設のため
- 多可郡黒田庄町 （2005年10月1日）西脇市新設のため
- 龍野市 （2005年10月1日）たつの市新設のため
- 揖保郡揖保川町 （2005年10月1日）たつの市新設のため
- 揖保郡御津町 （2005年10月1日）たつの市新設のため
- 揖保郡新宮町 （2005年10月1日）たつの市新設のため
- 佐用郡（旧）佐用町 （2005年10月1日）佐用町新設のため
- 佐用郡上月町 （2005年10月1日）佐用町新設のため
- 佐用郡南光町 （2005年10月1日）佐用町新設のため
- 佐用郡三日月町 （2005年10月1日）佐用町新設のため
- 美嚢郡吉川町 （2005年10月24日）三木市に編入のため
- 多可郡加美町 （2005年11月1日）多可町新設のため
- 多可郡中町 （2005年11月1日）多可町新設のため
- 多可郡八千代町 （2005年11月1日）多可町新設のため
- 神崎郡神崎町 （2005年11月7日）神河町新設のため
- 神崎郡大河内町 （2005年11月7日）神河町新設のため
- （旧）洲本市 （2006年2月11日）洲本市新設のため
- 津名郡五色町 （2006年2月11日）洲本市新設のため
- 加東郡社町 （2006年3月20日）加東市新設のため
- 加東郡滝野町 （2006年3月20日）加東市新設のため
- 加東郡東条町 （2006年3月20日）加東市新設のため
- 飾磨郡夢前町 （2006年3月27日）姫路市に編入のため
- 飾磨郡家島町 （2006年3月27日）姫路市に編入のため
- 宍粟郡安富町 （2006年3月27日）姫路市に編入のため
- 神崎郡香寺町 （2006年3月27日）姫路市に編入のため